# 14007 Fiamingo
A 14007 Fiamingo (ideiglenes jelöléssel (14007) 1993 TH14) a Naprendszer kisbolygóövében található aszteroida. Eric Walter Elst fedezte fel 1993. október 9-én.

## Kapcsolódó szócikk
- Kisbolygók listája (14001–14500)